# New beat
New beat var en musikgenre delvis påverkad av techno och acid house från Detroit respektive Chicago. New beat uppkom i Belgien 1987 och var en förlöpare till europeisk house (euro-house/techno). New beat är den omedelbara föregångaren till (hardcore) hardcore techno och dess musikaliska undergenrer (vid denna tid känd som ravemusik). Stilen influerades av den gamla skolans EBM som exempelvis Front 242 och The Neon Judgement, och av new wave som Fad Gadget, Gary Numan och Anne Clark. Subgenrer till New beat är t.ex. hard beat, nougat beat och skizzo (schizzo). Avledande genrer är: Hardcore techno, eurodance, goatrance, hardtrance, hardstyle, rave (musik), hardtechno, acid trance, breakbeat hardcore.

## Historik
Enligt legenden uppkom stilen då DJ Marc Grouls av misstag spelade maxiversionen av "Flesh" av A Split Second på 33 varv per minut istället för 45. Resultatet blev en långsammare takt och ett mörkare ljud. Klubben Ancienne Belgique i Antwerpen med DJ Fat Ronnie, och klubben Boccaccio i Ghent kom snart att göra det nya ljudet till sitt kännetecken, publiken tyckte om resultatet och en ny scen var född.

## Artister
- 101
- Acts Of Madmen[1]
- Amnesia
- A Split Second
- Bassline Boys[2]
- Bazz[3]
- Bingo![4]
- Bizz Nizz
- Confetti's
- Dirty Harry
- Edwards & Armani[5]
- Erotic Dissidents
- HNO3[6]
- In-D
- Jade 4U
- Jarvic 7
- Klinik
- Lords of Acid
- Major Problem
- Miss Nicky Trax
- Morton Sherman Bellucci
- Nux Nemo[7]
- Poésie Noire
- Rhythm Device[8]
- Shakti
- T99[9]
- Taste of Sugar
- The Maxx
- The Project[10]
- Tragic Error (Fatal Error)
- Tribe 22[11]
- ZAG[12]
- Zsa Zsa Laboum[13]

## Skivbolag
- Antler-Subway Records
- Music Man
- R&S Records

## Musikvideor
- Tragic Error - Tanzen (1989)
- Confetti's: Sound of C
- Lords of Acid: I Sit on Acid (Live)
- spiritual sky - sky my house band